# Миріам Бедар
Миріа́м Беда́р (фр. Myriam Bédard, 22 грудня 1969) — канадська біатлоністка, олімпійська чемпіонка.

## Життєпис
Миріам Бедар народилася у Нефшателі, тепер це передмістя Квебека. Навчалася у кадетському корпусі канадської королівської армії. Почала займатися біатлоном у 15 років. У 1987 році вона стала чемпіонкою світу серед юніорок у біатлоні. 
На першій своїй Олімпіаді 1992 року в Альбервілі вона завоювала бронзову медаль у індивідуальній гонці. Через два роки, на Олімпійських іграх 1994 у Ліллегаммері виграла дві золоті медалі в олімпійському спринті та індивідуальній гонці. Після цього вона зробила невелику перерву в своїй спортивній кар'єрі, щоб народити дочку від канадського біатлоніста Жана Паке, яку вони згодом назвали Мод. 
На Олімпійських іграх 1998 року в Нагано Міріам Бедар посіла 32 місце у спринті. 

### Викрадення дочки
У 2006 році Міріам Бедар опинилася в центрі скандалу. Її колишній чоловік Жан Паке звинуватив Бедар в незаконному вивезенні їхньої спільної дочки з Квебека. Міріам була затримана службою маршалів американського штату Меріленд за звинуваченням у викраденні власної 12-річної дочки, пізніше була екстрадована до Канади. 20 вересня 2007 вона була визнана винною у викраданні дочки. 9 жовтня 2007 року вона була засуджена до 2 років умовного покарання.
Міріам Бедар зізналась, що пішла на злочини в знак протесту проти несправедливого, з її точки зору, рішення канадського суду обмежити її материнські права.

## Виступи на Олімпіадах
| Олімпіада        | Дисципліна                | Місце |
| ---------------- | ------------------------- | ----- |
| Альбервіль 1992  | спринт 7,5 км             | 12    |
| Альбервіль 1992  | індивідуальна гонка 15 км | 3     |
| Альбервіль 1992  | естафета 3 × 7,5 км       | 11    |
| Ліллехаммер 1994 | спринт 7,5 км             | 1     |
| Ліллехаммер 1994 | індивідуальна гонка 15 км | 1     |
| Ліллехаммер 1994 | естафета 4 × 7,5 км       | 15    |
| Нагано 1998      | спринт 7,5 км             | 32    |
| Нагано 1998      | індивідуальна гонка 15 км | 50    |
| Нагано 1998      | естафета 4 × 7,5 км       | 17    |

## Нагороди
- Найкращий спортсмен 1994 року в Канаді («Lou Marsh Trophy»)
- Найкращий спортсмен Канади 1994 року («Bobbie Rosenfeld Award»)
- Видатний канадський спортсмен 1994 року («Velma Springstead Trophy»)
- Почесний член «Королівського військового коледжу Канади»
- Кавалер «Олімпійського ордена» (2001)